# Caféterrasse am Abend
Die Caféterrasse am Abend (frz.Terrasse du café le soir oder Café Terrace an der Place du Forum) ist ein Gemälde von Vincent van Gogh, das er im September 1888 in Arles, Frankreich malte. Das Gemälde ist mit Ölfarben auf Leintuch gemalt und misst 81 × 65,5 cm. Heute hängt es im Kröller-Müller Museum, Otterlo (Niederlande).
Gezeichnet durch van Goghs Eindrücke von Südfrankreich entsteht eine vollkommen neue Bildentstehung. Er benutzt beispielsweise eine für ihn ungewöhnliche Perspektive. Es ist das erste von vielen mit einem Sternenhimmel im Hintergrund. So taucht das Motiv des Sternenhimmels beispielsweise in der ebenfalls im September 1888 gemalten Sternennacht über der Rhone (frz. Nuit étoilée sur le Rhône) und in der im Juni 1889 entstandenen Sternennacht (frz. Nuit étoilée) auf.
Die Caféterrasse am Abend sollte nicht mit van Goghs Gemälde Das Nachtcafé (frz. le café de nuit) verwechselt werden.
Das auf dem Foto gezeigte Café an der Place du Forum in Arles wurde in den 1990ern umgebaut, um genau der Ansicht von van Goghs Bild zu entsprechen.

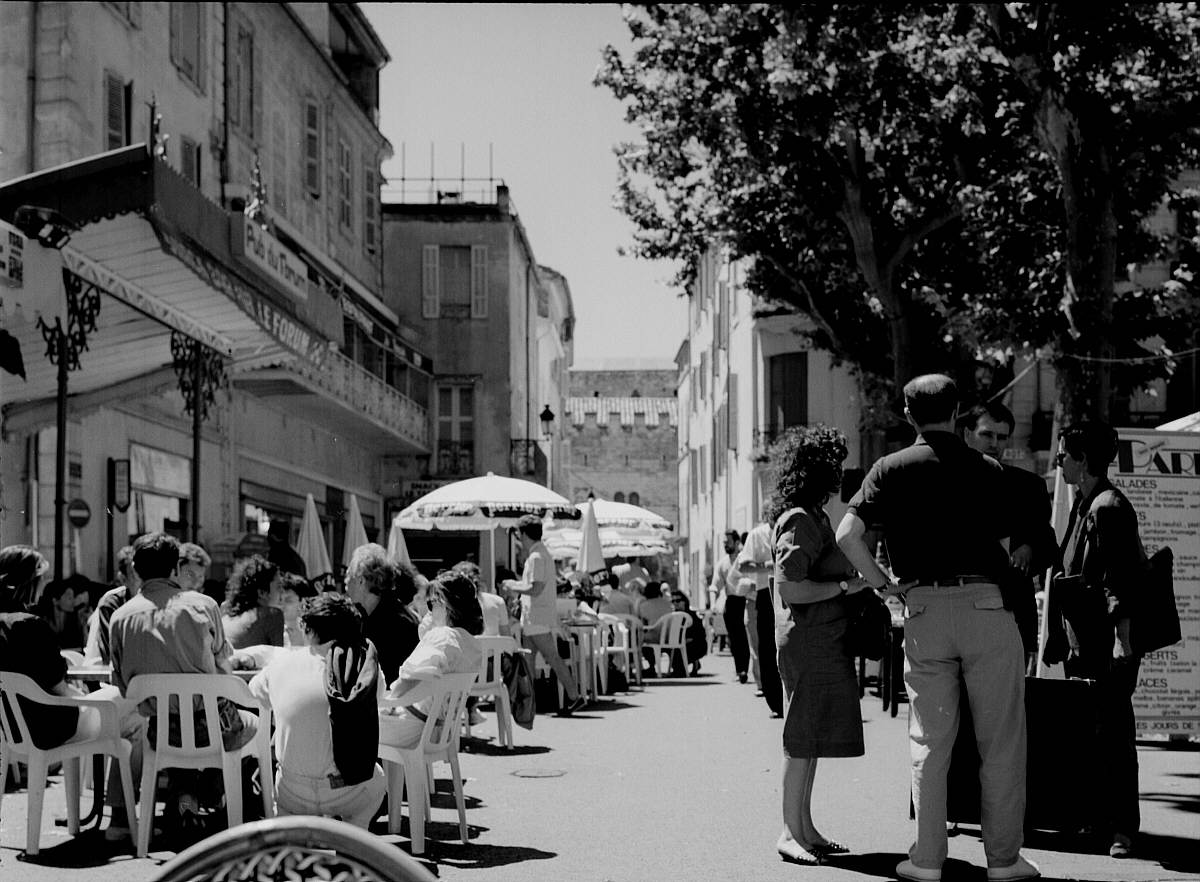
1990 wurde es wegen Umbauarbeiten geschlossen
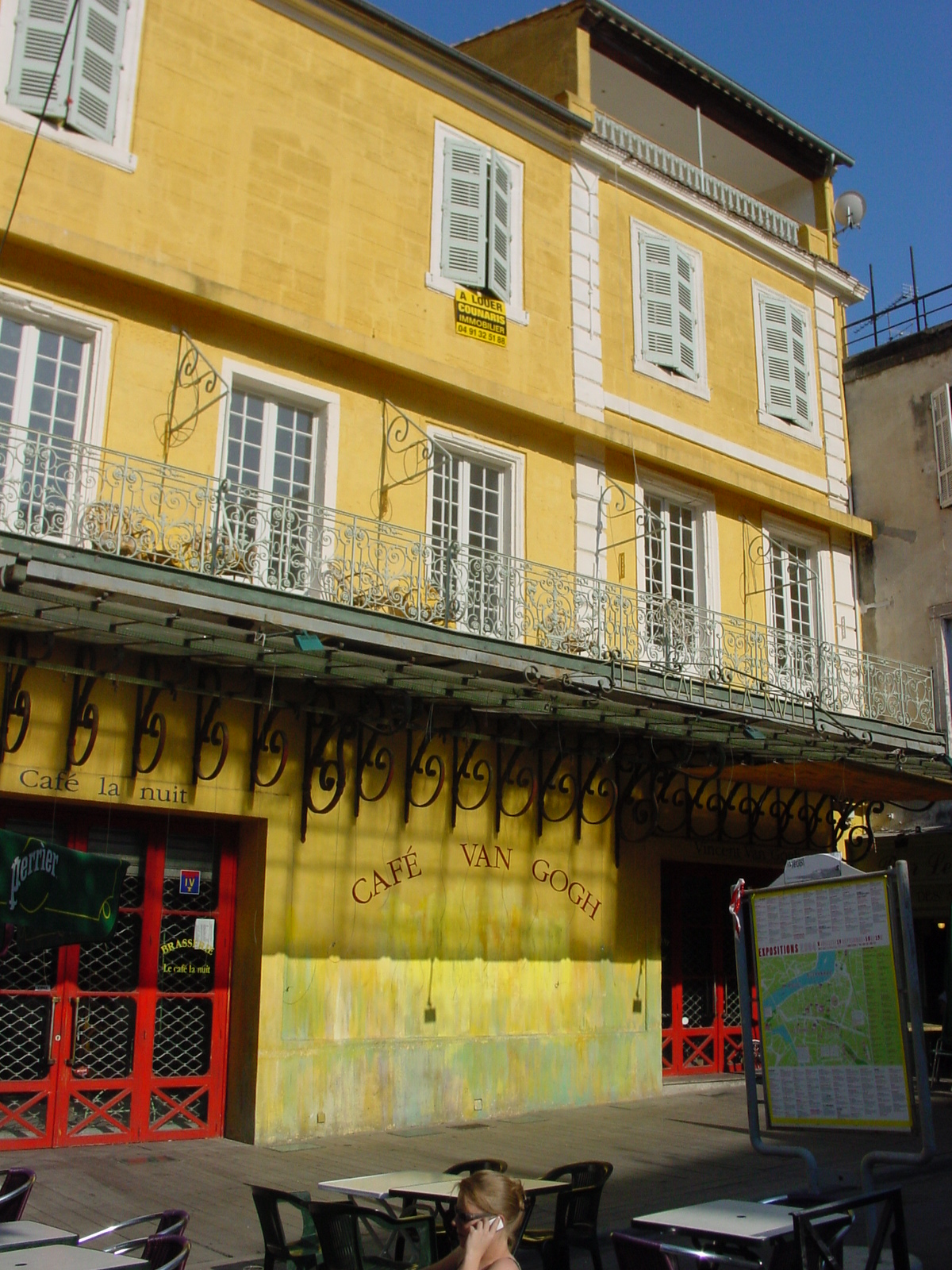
Das Café im Sommer 2004